# Juan Andrés Roballo
Juan Andrés Roballo (Las Piedras, 1970) es un abogado y político uruguayo perteneciente al Frente Amplio.

## Biografía
Nace en Las Piedras, pero crece en Villa del Cerro. Es católico practicante.
Comenzó su militancia en 1994, en filas del Partido Demócrata Cristiano del Uruguay, Frente Amplio.
En 2005, al asumir Víctor Rossi como ministro de Transporte, Roballo ingresa al Parlamento como diputado.
Desde el 1 de marzo de 2015 se desempeña como Prosecretario de Presidencia de Uruguay, acompañando en su segunda Presidencia al Dr. Tabaré Vázquez.
Casado con Mildred Ros, tiene cuatro hijos: Francisco, Clara, Manuel y María